# Венкатраман Рамакрішнан
Венкатраман Рамакрішнан  (там. வெங்கடராமன் ராமகிருஷ்ணன்; англ. Venkatraman Ramakrishnan; нар. 5 квітня 1952, Чидамбарам, Тамілнад, Індія) — американський та англійський біохімік індійського походження, лауреат Нобелівської премії з хімії за 2009 за дослідження структури та функцій рибосоми.
Венкатраман Рамакрішнан спеціалізується на визначенні молекулярної структури біомолекул. Зокрема, він визначив структуру одиниці S30 рибосоми та її сполук.
З 2015 року — президент Королівського товариства.

## Біографія
Народився в 1952 році в містечку Чидамбарам на півдні Індії, в родині, що належала до касти брахманів. Його дитинство пройшло в іншому індійському місті, Барода (тепер Вадодара), де він згодом навчався в університеті і в 1971 році отримав ступінь бакалавра з фізики, після чого виїхав до США, де в 1976 році отримав докторський ступінь, також з фізики, в Університеті Огайо. Після цього він вирішив залишити фізику і зайнятися біологією. Два роки він вивчав біологію в Каліфорнійському університеті в Сан-Дієго, потім працював в Єльському університеті (де і почалися його дослідження рибосом) і в декількох інших наукових установах США, а в 1999 році переїхав до Англії, де очолив дослідницьку групу в Лабораторії молекулярної біології в Кембриджі. З 2008 року є також співробітником Триніті-коледжу Кембріджського університету.